# 非結核性抗酸菌
非結核性抗酸菌（ひけっかくせいこうさんきん、non-tuberculous mycobacteria; NTM, mycobacteria other than tuberculosis; MOTT））とは、結核菌群と癩菌群を除いた培養可能な抗酸菌の総称。以前は非定型抗酸菌(atypical mycobacteria)とも呼ばれていた。生活環境中に広く分布する。

## 細菌学的特徴
現在では分子生物学が発展し、DNAやRNAにより菌の遺伝学的性質や代謝について明確に分類できる。しかし、かつては培地・培養温度による発育の違い、化学物質の代謝の違いなどを用いる事でしか、菌を分類することができなかった。そのため結核菌と癩菌が典型的な抗酸菌であり、その他の抗酸菌は非定型な特殊な抗酸菌とみなされていた。技術の発展に伴い、分子生物学的に多くの抗酸菌が分類されることとなり、むしろ結核菌群と癩菌群が特殊な菌であり、いわゆる「非定型抗酸菌」が抗酸菌としての一般的な性質をもつことが判明したため、「非結核性抗酸菌」と呼ばれるようになった。
- 小川培地
ナイアシンテストを用いて小川培地上で培養すると、抗酸菌の種類により発色が異なる[5][6]。結核菌はナイアシン産生能が高いことを利用している。

## 病原性
ヒトでは、全身のいずれの臓器でも感染する可能性はあるが、現実的には、日和見感染でない場合には、ほとんどが肺での感染症である。感染力は弱く、土壌からの感染が主と考えられている。ヒト→ヒト感染は、ほとんど無いとされている。
免疫不全状態での日和見感染症である場合には、全身での播種性非結核性抗酸菌症を発症することがある。近年、日本でも癩病ではない皮膚非結核性抗酸菌症が確認されている（Mycobacterium marinum, Mycobacterium peregrinumなどによる）。

## 検査
培地での培養には時間がかかり、また M. avium と M. intracellulare の区別がつかないなど、分別能に劣る点がある。しかし、薬剤耐性などは培養でなくては判別できないため、現在ではPCR法等のDNA/RNAを用いた検査を併用する。

## 参照・引用
1. ↑  “非結核性抗酸菌症”. 病気を知る：肺と気道の病気.  慶應義塾大学病院 (2010年3月1日). 2011年3月21日閲覧。
2. 1 2  青木正和「シリーズかたき病：結核(10)：非結核性抗酸菌症(1)」（pdf）『複十字』第319号、結核予防会、2008年1月、p.10、2011年3月21日閲覧。
3. ↑  遠藤美代子「非結核性抗酸菌による感染症」『東京都微生物検査情報』第27巻第2号、東京都健康安全研究センター、2006年2月、ISSN 0910-5352、2011年3月21日閲覧。
4. ↑  宮本幹、山口義夫、笹津備規、環境中のレジオネラ属菌および非結核性抗酸菌の分布調査 『環境感染』 2000年 15巻 2号 p.127-132, doi:10.11550/jsei1986.15.127
5. ↑  非定型抗酸菌（2009年8月18日時点のアーカイブ） - 山本研究室
6. ↑  ナイアシンテストについて
7. ↑  日経メディカル No.520: 81-82。
8. ↑  青木正和、片山透、山岸文雄 ほか、PCR法を利用した抗酸菌DNA検出キット (アンプリコアTMマイコバクテリウム) による臨床検体からの抗酸菌迅速検出 『結核』 1994年 69巻 10号 p.593-605, doi:10.11400/kekkaku1923.69.593
9. ↑  呼吸器内科−抗酸菌症（結核と非結核性抗酸菌症）のお話し（2013年11月25日時点のアーカイブ） - 独立行政法人国立病院機構 東徳島医療センター